# Andahely
Andahely (másképp Ánghely, Ángyel) középkori eredetű falu Győr-Moson-Sopron vármegyében, a Rába mentén. Ma Kisbabot része.

## Története
A 18. századig főbb birtokosai a Kisbaboti Babothy és a Mérgesi Poki családok voltak. A 19. században már a herceg Esterházy család a legjelentősebb birtokos.
Vályi András szerint lakói jórészt katolikusok. Határa termékeny.